# Даурский хребет
Дау́рский хребе́т (бур. Дагуур дабаан) — система вытянутых в северо-восточном направлении горных массивов длиной около 300 км в центральной части Забайкалья от верховьев реки Джила до истоков реки Ульдурга. Преобладает среднегорный рельеф. Максимальная высота 1526 м.
Хребет сложен гранитами и кристаллическими сланцами.
Склоны хребта поросли сосновыми и лиственничными лесами.

## Топографические карты
- Лист карты M-49-VI Черновские Копи. Масштаб: 1 : 200 000. Состояние местности на 1973—1977 год. Издание 1986 г.
- Лист карты M-49-XII. Масштаб: 1 : 200 000. Указать дату выпуска/состояния местности.
- Лист карты M-49-XI. Масштаб: 1 : 200 000. Указать дату выпуска/состояния местности.
- Лист карты M-49-XVII. Масштаб: 1 : 200 000. Указать дату выпуска/состояния местности.